# Landline (película)
Landline es una película cómica estadounidense de 2017 dirigida por Gillian Robespierre, escrita por Robespierre y Elisabeth Holm, y protagonizada por Jenny Slate, Edie Falco, Abby Quinn, Jay Duplass y John Turturro. Fue estrenada en el Festival de Cine de Sundance el 20 de enero de 2017 y llegará a los cines estadounidenses el 21 de julio de 2017.

## Argumento
La historia transcurre en el año 1995 en Manhattan (Nueva York) y trata las dificultades que pasa la familia Jacobs cuando las dos hermanas, Dana (Jenny Slate) y Ali (Abby Quinn), descubren que su padre (John Turturro) engaña a su madre (Edie Falco).

## Reparto
- Jenny Slate como Dana Jacobs.
- Edie Falco como Pat Jacobs.
- Abby Quinn como Ali Jacobs.
- John Turturro como Alan Jacobs.
- Jay Duplass como Ben.
- Finn Wittrock como Nate.

## Producción
El 15 de mayo de 2016 se anunció que Jenny Slate sería protagonista de Landline, reuniéndose con las creadoras de Obvious Child, la directora Gillian Robespierre y la productora Elisabeth Holm. Los otros actores incluidos en el filme fueron Edie Falco, John Turturro, Jay Duplassy y Abby Quinn. El 19 de mayo de 2016, Finn Wittrock se unió al reparto. El 9 de junio del mismo año la película ya se había comenzado a filmar en la ciudad de Nueva York.

## Estreno
La película se estrenó el 20 de enero de 2017 en el Festival de Cine de Sundance. Poco después, Amazon Studios adquirió los derechos de distribución de la cinta. Magnolia Pictures también fue confirmada como distribuidora junto a Amazon. Landline llegará a los cines estadounidenses el 21 de julio de 2017.